# Daniel Boone (telessérie)
Daniel Boone é uma série de televisão norte-americana, do gênero aventura, produzida pela 20th Century Fox Television e   estrelada por Fess Parker no papel de Daniel Boone. Foi ao ar nos Estados Unidos de 24 de setembro de 1964 a 10 de setembro de 1970, pela NBC, totalizando 165 episódios. As locações ocorreram na Califórnia e em Kanab, Utah.

## Elenco
- Fess Parker...Daniel Boone

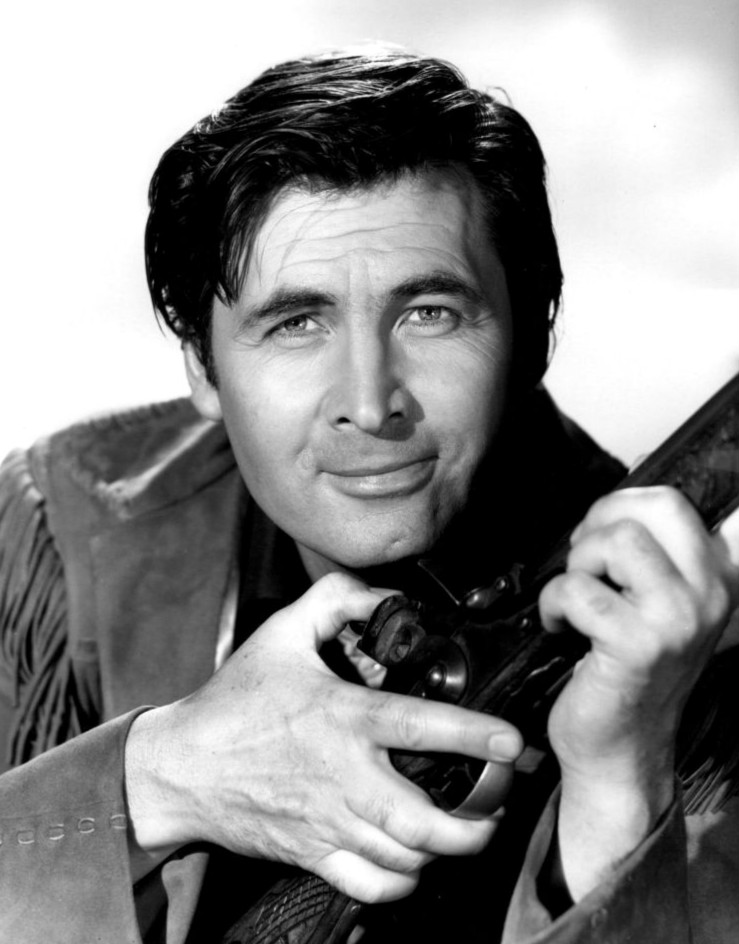
Parker como Daniel Boone.

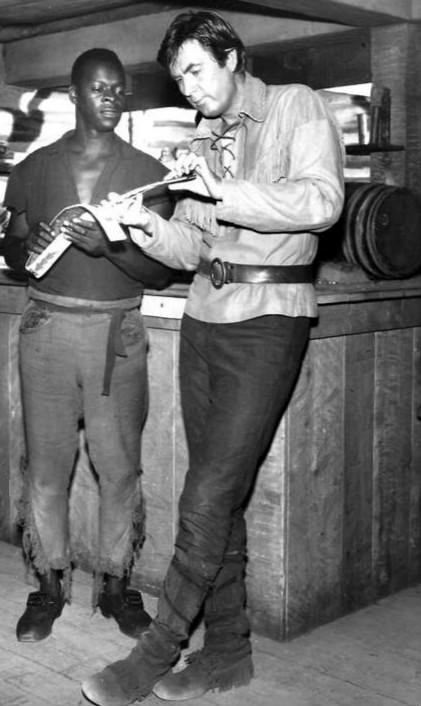
Brock Peters com Parker em episódio de 1964

- Ed Ames...Mingo, o amigo Cherokee de Boone, pelas quatro primeiras temporadas da série.
- Patrícia Blair...Rebecca, esposa de Boone
- Darby Hinton...Israel, filho de Boone
- Veronica Cartwright...Jemima, filha de Boone (duas primeiras temporadas)
- Albert Salmi...Yadkin, companheiro de Boone, somente na primeira temporada.
- Dallas McKennon...estalajadeiro Cincinnatus.
- Jimmy Dean ...Josh Clements durante as temporadas 1968-1970.
- Rosey Grier ...aparições regulares como Gabe Cooper na temporada 1969 a 1970.[2]

### Outros
- Chris Alcaide, ator de westerns, apareceu duas vezes na série, uma como o índio "Flathead" Joseph. Walter Coy fez sua última grande aparição na televisão num episódio de 1970, no papel de Chefe Blackfish.

## Antecedentes, Tramas e Personagens

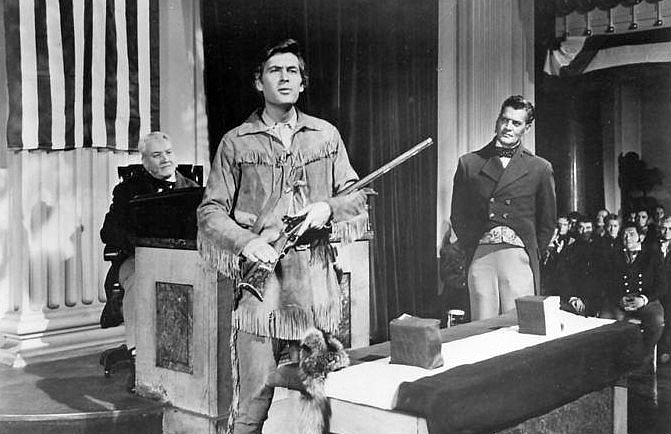
Fess Parker como Crockett em programa de TV da Disney de 1954-1955

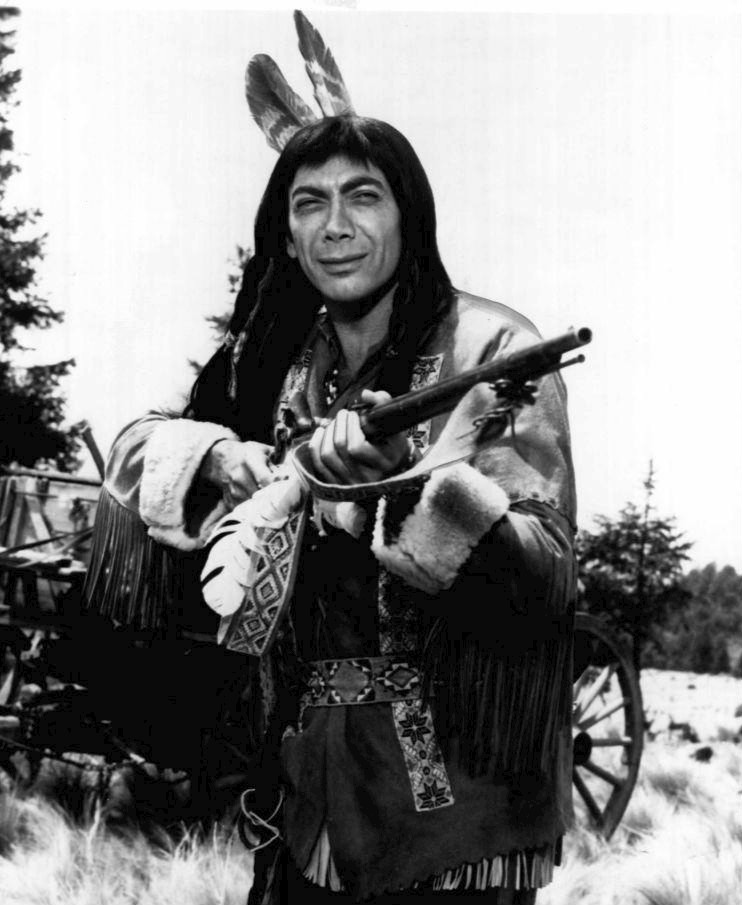
Ed Ames intrepretava Mingo, o leal amigo índio de Daniel

- Daniel Boone foi um dos dois vultos históricos norte-americanos interpretados por Fess Parker. Anteriormente ele apareceu como Davy Crockett, em uma série de episódios dos programas de TV da série Walt Disney Anthology, com uma aclamação considerável e virou mania nacional. Por seu papel como Boone, que durou muito mais tempo, mas teve menor impacto, Parker novamente usou um chapéu de pele de guaxinim que foi popularizado anos antes pelos shows como Crockett. Este chapéu de Daniel Boone foi inclusive mencionado na canção tema do show "From the coonskin cap on the top of ol' Dan....".[3] Esforços foram feitos para se adquirir os direitos de Crockett de Walt Disney mas houve recusa da venda, assim a série acabou retratatando Boone mas reforçou as semelhanças com o personagem famoso, inclusive com uso do chapéu de pele. Isso causou confusão entre os dois personagens históricos fora dos Estados Unidos, inclusive no Brasil.

Em contraste, o "Boone" de Parker foi menos um explorador e mais um homem de família do que o "Crockett" de Parker. Parker como Crockett também geralmente usava uma leve barba, enquanto seu Boone era predominantemente bem barbeado. A esposa de Boone, Rebecca, e o filho Israel apareceram em muitos episódios. Na realidade, Boone teve dez filhos. Durante as duas primeiras temporadas, sua filha Jemima aparecia mas desapareceu sem explicação até o final da segunda temporada.
A série foi ambientada na década de 1770, pouco antes e durante a Revolução Americana, e principalmente centrada em aventuras e em torno de Boonesborough, Kentucky. Alguns aspectos do programa eram menos do que historicamente fiéis, que em um ponto levou o legislativo do Kentucky a condenar as imprecisões.
As inconsistências incluíram episódios como "A História de Aaron Burr", exibido na segunda temporada em que o ex-vice-presidente dos Estados Unidos visita Boonesborough. A trama era baseada em um levante, por parte de Burr, que organizou um grupo armado, supostamente para cometer traição, em 1806. Outro episódio da segunda temporada dependia de alegações de que os colonos de Boonesborough estavam planejando uma insurreição contra a coroa britânica, antes da Revolução Americana. Outras histórias se passaram durante a Revolução. Nenhuma explicação foi feita para a discrepância de 30 anos.
O personagem Mingo era meio-Cherokee e altamente educado, assim como Tonto, mas mais sensível e sem o inglês quebrado. Formado na Universidade de Oxford, Mingo apareceu como oficial britânico em dois episódios, e cantor de ópera em outro. Na realidade, Mingo era o nome de um pequeno grupo de nativos (e não um único índio) que foram descritos como Iroqueses  (Contudo, da perspectiva nativa a palavra Mingo significava "chefe" na linguagem Choctaw; em Chickasaw, minko era a palavra para "chefe"). Ames também interpretou o irmão gêmeo malvado de  Mingo, Taramingo, no episódio "My Brother's Keeper". Seu papel de Mingo incluía uma famosa demonstração de arremesso de machadinha (tomahawk) no The Tonight Show, numa apresentação de clip num especial de aniversário décadas depois que pode ser visto no youtube.
A canção tema da série teve três versões cantadas por Vera Matson, Lionel Newman e The Imperials.
Outra adaptação para televisão retratou a vida de Daniel Boone anteriormente: foi na série de antologias da Disney em 1960, com Dewey Martin interpretando o personagem que não repetiu o impacto dos programas com Crockett.

## Dublagem Brasileira
Elenco Principal
- Fess Parker (Daniel Boone): Arquimedes Pires (1ª voz) /Francisco Borges (2ª voz)

- Ed Ames (Mingo): Carlos Alberto Vaccari
- Patricia Blair (Rebecca Boone): Áurea Maria
- Veronica Cartwright (Jemima Boone): Maralisi Tartarini
- Darby Hinton (Israel Boone): Maria Inês Nodial (1ª-4ª Temporadas)/ Zezinho Cutolo (5ª e 6ª Temporadas)

Elenco Secundário
- Albert Salmi (Yadkin): Borges de Barros
- Dal McKennon (Cincinnatus): Sílvio Matos
- Jimmy Dean (Josh Clemens): Jorge Barcellos (1ª voz) / Marcos Miranda (2ª voz)
- Robert Logan (Jericho Jones): Olney Cazarré